# Iaseniv-Pilnîi, Horodenka
Iaseniv-Pilnîi (în ucraineană Ясенів-Пільний, în poloneză Jasieniów Polny) este o comună în raionul Horodenka, regiunea Ivano-Frankivsk, Ucraina, formată numai din satul de reședință.

## Demografie
Componența lingvistică a comunei Iaseniv-Pilnîi
     Ucraineană (99,66%)
     Alte limbi (0,27%)
Conform recensământului din 2001, majoritatea populației comunei Iaseniv-Pilnîi era vorbitoare de ucraineană (99,66%), existând în minoritate și vorbitori de alte limbi.